# 980년대
980년대는 980년부터 989년까지를 가리킨다.